# برج أربيل 1
برج أربيل 1 أو برج إي 1 (بالكردية: ئی وەن تاوەر)‏ هو ناطحة سحاب تقع في قلب مدينة أربيل عاصمة إقليم كردستان العراق، يتكون من 48 طابقًا 180 م (591 قدم) ويعد هذا البرج أطول مبنى في العراق.

## خلفية
بدأ إنشاء المشروع في عام 2019 وتم الانتهاء منه في عام 2022، يعد المشروع ككل دفعة كبيرة لتعزيز أقتصاد محافظة أربيل حيث يوفر أكثر من 300 فرصة عمل والعمل على تحسين البنية التحتية للمدينة.
يحتوي المبنى على 46 طابقًا وطابقين تحت الأرض، ويشمل أكثر من 400 شقة و 400 موقف للسيارات، ويضم أيضًا مطعمًا وأرضية مخصصة للاستخدام المكتبي ومرافق أخرى مثل صالة للألعاب الرياضية ومسبح داخلي وغرف ساونا، المبنى يحتوي على 8 مصاعد بسرعات متفاوتة لتقليل أوقات الانتظار.

## معرض صور

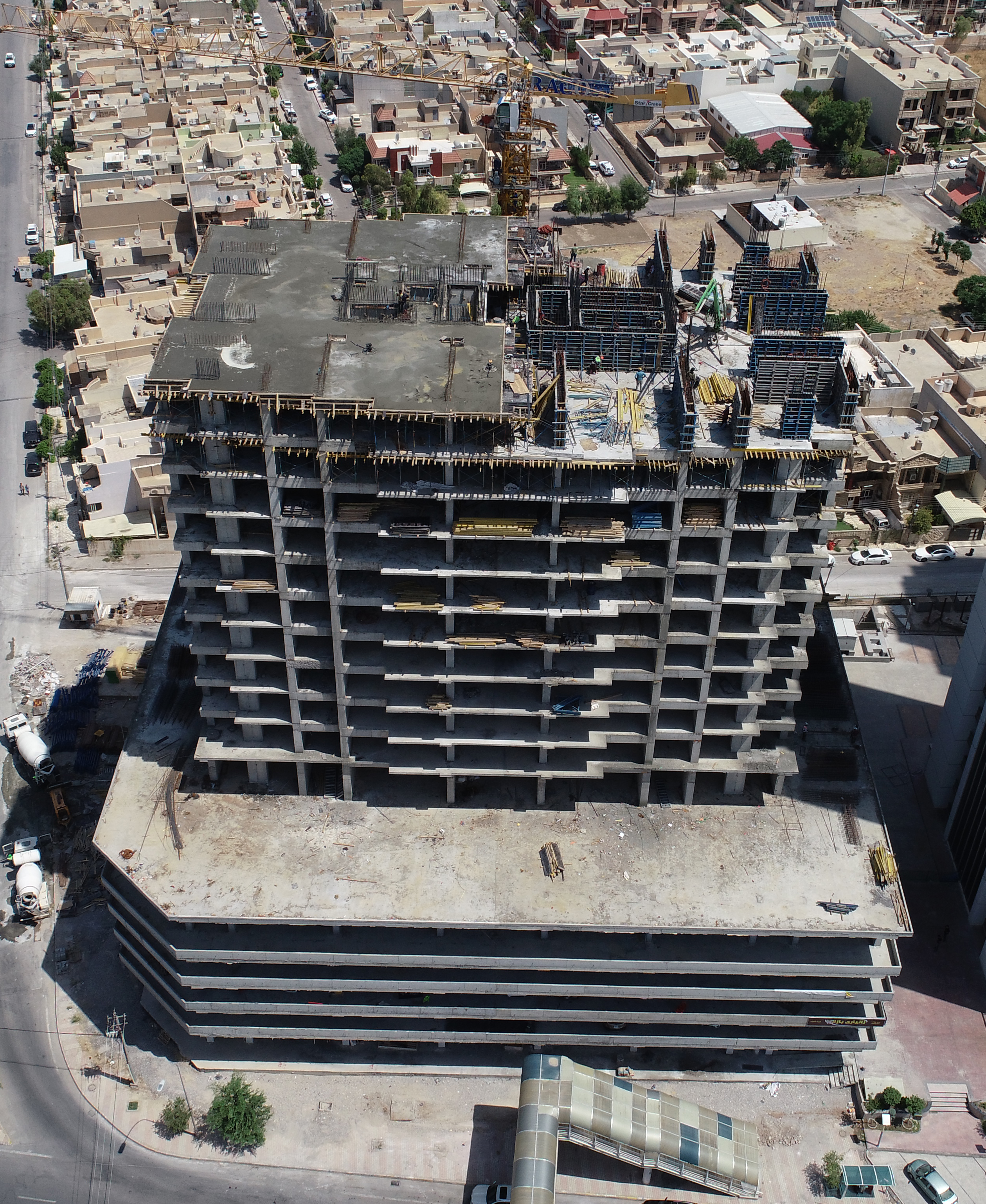
منظر جوي